# Finlande aux Jeux olympiques d'été de 1992
 (janvier 2021).
Si vous disposez d'ouvrages ou d'articles de référence ou si vous connaissez des sites web de qualité traitant du thème abordé ici, merci de compléter l'article en donnant les références utiles à sa vérifiabilité et en les liant à la section « Notes et références ».
La Finlande participe aux Jeux olympiques d'été de 1992 à Barcelone en Espagne. 88 athlètes finlandais, 60 hommes et 28 femmes, ont participé à 85 compétitions dans 16 sports. Ils y ont obtenu cinq médailles : une d'or, deux d'argent et deux de bronze.

## Médailles
| Médaille | Discipline  | Épreuve                       | Athlète                                       | Performance | Date |
| -------- | ----------- | ----------------------------- | --------------------------------------------- | ----------- | ---- |
| Or       | Canoë-kayak | K-1 - 500 m hommes            | Mikko Kolehmainen                             |             |      |
| Argent   | Athlétisme  | Lancer de javelot hommes      | Seppo Räty                                    |             |      |
| Argent   | Tir à l'arc | Hommes par équipes            | Jari Lipponen, Tomi Poikolainen et Ismo Falck |             |      |
| Bronze   | Boxe        | Poids super-légers            | Jyri Kjäll                                    |             |      |
| Bronze   | Natation    | 200 mètres nage libres hommes | Antti Kasvio                                  |             |      |